# 抽水馬桶

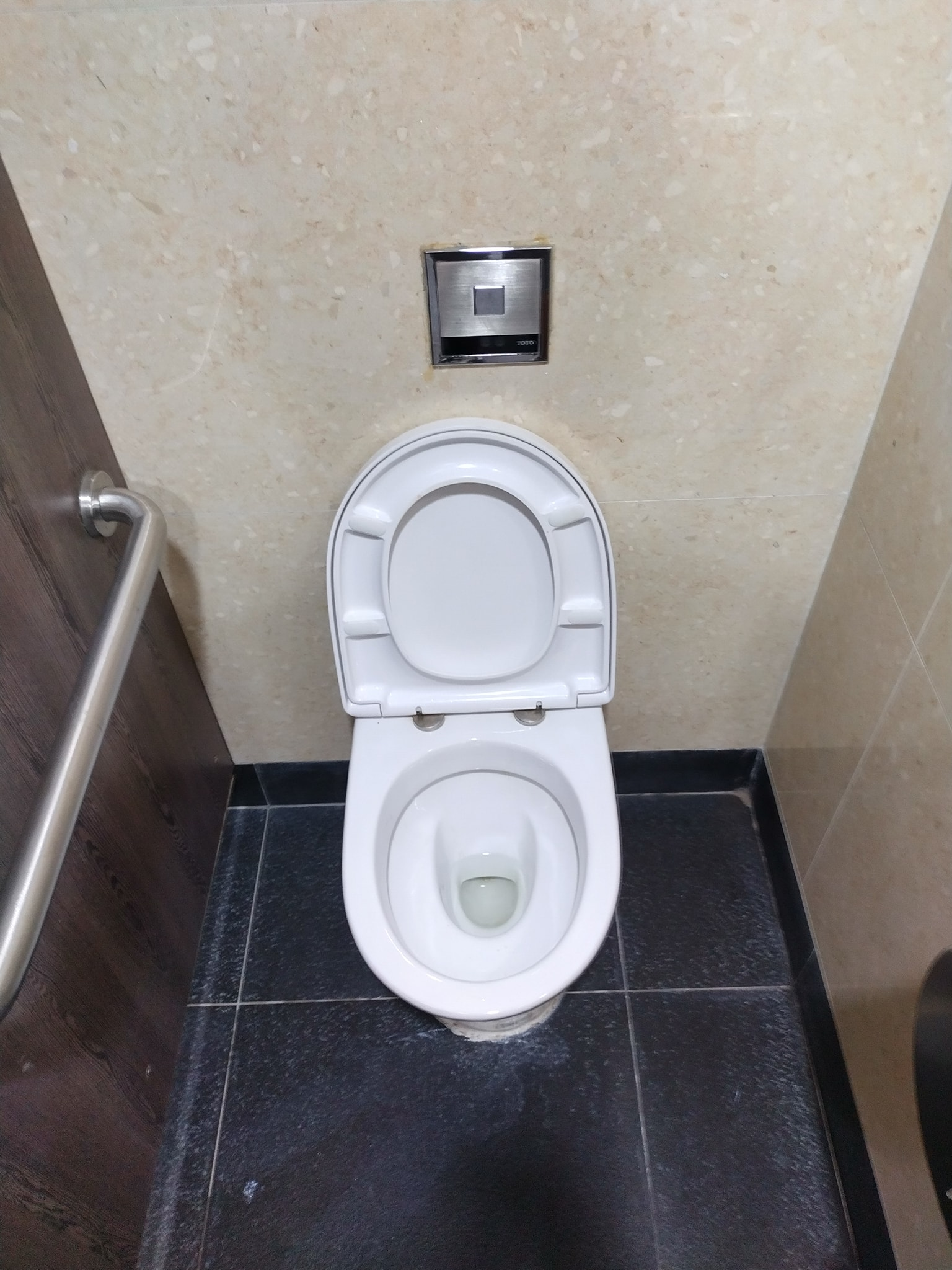
抽水馬桶

抽水馬桶（英文：Flush toilet），又稱沖水馬桶，約翰·哈林頓（Dr. John Harington）被认为是第一个发明抽水马桶的人，1778年由約瑟夫·布拉梅發明，是以槓桿原理把定量水由水箱拉下，把排泄物沖走的馬桶，

## 分類
- 蹲廁
- 水箱馬桶
- 無槽式馬桶

## 歷史

### 現代化之前的抽水馬桶系統
自新石器時代以來就存在著各種形式的沖水廁所，奧克尼的斯卡拉布雷是英國最古老的新石器時代村落，大約在公元前31世紀就已經使用一種水力技術的衛生設施。這個村莊的設計是使用一條小溪連接排水系統來沖走髒物。
美索不達米亞人在公元前4000年左右引入粘土下水管道，最早的例子是在尼普爾的貝爾神廟和埃什南纳發現的，用來清除汙水，並在井中收集雨水。烏魯克城在公元前3200年出現已知最早的磚砌簡易廁所，包括蹲式和坐式廁所。後來西臺城市哈圖沙使用了粘土管，這些管段易於拆卸和更換，也便於清洗。
公元前3000年，地中海克里特島的克諾索斯王宮，被发现有一條撒香水的沟渠上有厕所蹲坑，廁所的屋頂裝有收集雨水的蓄水盆，雨水經由彎曲的陶管，緩緩流入樓下的廁所。
公元前2000年，米諾斯文明發展了可沖水坐式馬桶，在克諾索斯和阿克羅蒂里挖掘出了一些樣本。
距今约2200年至2400年以前，古代战国时期到汉朝初期，栎阳（位于今陕西省西安市阎良区）出现了抽水马桶。其遗址（包括厕所的破损部件、便箱、冲水管和弯曲的冲水管）于2023年2月被宣布发现。考古人员形容这一厕所是奢侈品，并推测这可能是高级官员甚至中国皇帝专用的，可能有仆人在厕所使用时将水倒入其中。 这可能是世界最已知最古老的冲水马桶。
公元1世紀到5世紀，羅馬帝國普遍使用公共廁所，污物會流入一級或二級下水道。位於英國哈德良長城上的豪斯泰德碉堡（Housesteads）的廁所即為保存良好的例子。這種廁所沒有現代意義上的沖水功能，但有源源不斷的流水來沖洗汙物。隨著西羅馬帝國的衰落，這些公共廁所系統逐漸在西歐廢棄，但在拜占庭東羅馬帝國仍在持續使用，有紀錄顯示曾換新廁所管道及修復下水道。
在伊斯蘭黃金時代（8-14世紀）的穆斯林世界，城市裡有與供水系統和廢物處理下水道系統相連的沖水馬桶。例如，埃及的福斯塔特市有多層房屋（最多六層），配有沖水馬桶，與供水系統相連，每層都有煙道負責將汙物輸送到地下渠道。

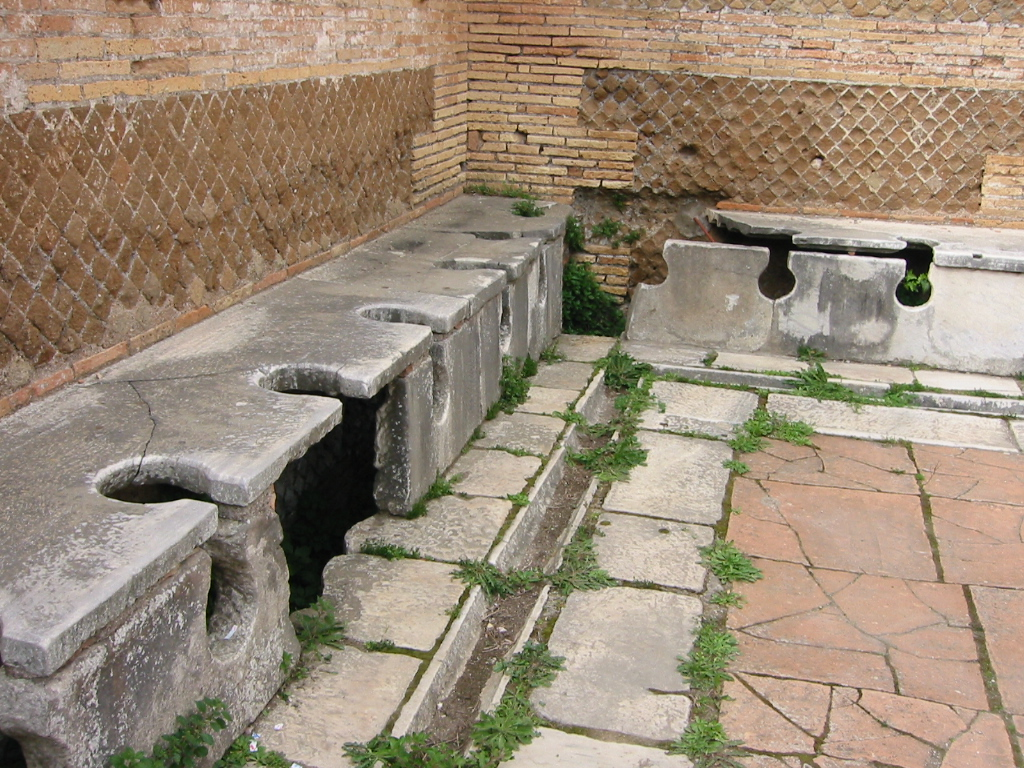
在奧斯提亞安提卡挖掘到的羅馬公共廁所

### 現代抽水馬桶的發展

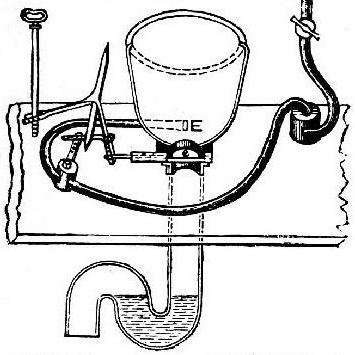
亚力山大•卡明的S形存水彎

英國女王伊莉莎白一世時期的大臣約翰·哈林頓曾為女王設計了一個沖水馬桶，安裝在里奇蒙宮（Richmond Palace），有木製水箱和冲水阀门。這個發明尚不完整，因為沒有化糞池，臭氣很容易隨著水管倒流回房間。1775年蘇格蘭鐘錶匠亚力山大•卡明利用虹吸原理發明S形存水彎，水箱沖水後，存水彎都會被水封住，直接杜絕了惡臭通過管道進入室內。他的設計在存水彎上方的馬桶出口裝了一個滑動閥。兩年後，塞繆爾·普洛瑟（Samuel Prosser）為一種「柱塞式壁櫥」（plunger closet）申請了英國專利。
英國發明家約瑟夫·布拉梅改進抽水馬桶的設計，他在倫敦房屋中安裝了基於1775年卡明專利的馬桶，他發現在寒冷天氣時容易結冰，於是他與Allen先生合作，改進了設計，用一個封住馬桶底部的鉸鏈蓋代替了平常的滑動閥。其它改進還有三球阀控制水箱內的清水流量，馬桶沖水時會產生有強力的漩渦狀轉動，讓糞便可以輕易沖去。他於1778年取得了第一個新型抽水馬桶的專利。之後他開始在倫敦聖吉爾斯丹麥街的一個工作室裡製作抽水馬桶。該設計可以說是第一個不以人工方式沖水的實用馬桶，一直到19世紀都還有在生產，主要用於船上。英國旅行家托馬斯·鮑迪奇（Thomas Bowdich）於1817年造訪了阿散蒂帝國的首都庫馬西（Kumasi），他提到，這座城市的大部分房屋，尤其是國王宮殿附近的房屋，都有以沸水沖洗的室內廁所。

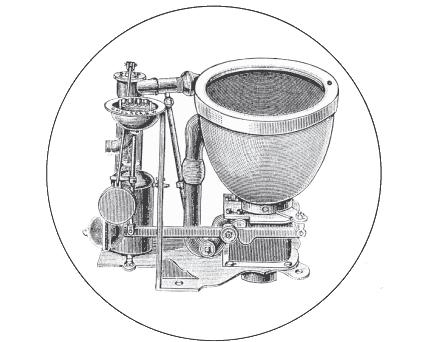
約瑟夫·布拉梅的改進版本是第一個實用的沖水馬桶。

1848年，英国颁布了公共卫生法，规定家家戶户必须安装马桶。由于污水粪便排入河里，导致河岸散发出難忍的恶臭，這即是1858年的恶臭事件。伦敦和其他大城市开始修建下水道。1861年，倫敦管道工湯馬斯·克拉普繼續改良冲水馬桶。1870年，英国Hanley的制陶工人Thomas William Twyford发明了陶瓷马桶，造价更为低廉，沖水馬桶開始進入工業化生產。第一次世界大戰，美國的駐英士兵在倫敦發現抽水馬桶通常都印上了「湯馬斯·克拉普」（Thomas Crapper）公司的商標，當時他們誤以為Crapper是指粪便，現在美國俚語Crap意指大便。
1880年沖水馬桶傳入美國，一開始只有高級旅館和有錢人才有辦法裝設。在美國，馬桶與浴室正式合二為一。2011年電影《姐妹》（The Help）中有白人禁止黑人幫傭使用馬桶的劇情。
2008年时，日本推出智慧马桶，可以量血压，並且進行尿液分析，還可以测量血脂肪。
抽水馬桶未必和坐廁成一組，例子如抽水蹲廁。馬桶（特別是底部）顏色大都是白色或淺色，可方便觀察尿液顏色，一般不建議使用深色馬桶。

## 马桶烟羽
纽约大学的病理学家 Philip Tierno 认为，冲马桶形成的粪便气溶胶喷雾，可以射到4.6米约2层楼的高度，因此这种气溶胶被专业人士取了一个诗意的名字——马桶烟羽。
多数人冲马桶时不会盖上马桶盖，但由于人类平均一次约100克的粪量里含一万亿个细菌，其中一百亿个是大肠杆菌，而腹泻患者一次粪量里约有一千亿个志贺氏菌和一千亿个沙门氏菌，因此马桶烟羽对人类健康的影响是100多年来持续研究的问题。
1975年，贝勒医学院的研究者 Charles Gerba 等人发现马桶冲水时会产生生物气溶胶（固体或液体悬浮在空气中形成的体系）。他们在马桶里倒入细菌，并在马桶附近不同距离摆好培养皿，然后冲厕所。2小时后，细菌基本都落在马桶附近的地面上；但是冲完厕所的4-6小时后，整个厕所都可检测到细菌；甚至在浴室洗发水瓶子下面也发现了大量大肠杆菌。
马桶烟羽的大小和马桶冲力也有关。2013年，美国疾病控制与预防中心的 Deborah Hirst 等人发现，家庭马桶的冲力产生的气溶胶没有公共厕所常用马桶产生的多，因为公共厕所常用冲水阀产生的液体微粒是家庭马桶的3倍，冲一次产生的液体微粒数量可达14万个。
而对于马桶的两种分类：直冲式和虹吸式马桶，1959年发表在《柳叶刀》上的一项研究发现，直冲式马桶每次冲水后，马桶里的微生物浓度会下降99%，空气中的生物气溶胶下降50-60%；但虹吸式马桶冲水后产生的气溶胶只有同排量的直冲式马桶的1/14。
2012年，英国利兹大学的研究者把一些冲兑了人体肠道常见细菌——艰难梭菌的粪便悬浮液倒入马桶，在马桶开盖冲水后，马桶上方25厘米的距离都可检测到细菌，细菌可漂浮多达1个半小时；如果盖着马桶盖冲，那么细菌气溶胶量只有开盖的1/12。因此盖上马桶盖冲很有用。
多次冲水，马桶也不会完全干净，一些病毒，比如常伴大肠杆菌的MS2噬菌体以及脊髓灰质炎病毒很难通过冲水消除。贝勒医学院的研究者发现，即使冲7遍水，这些病毒还是会附着在马桶的陶瓷壁上。
2020年发表在《美国感染控制杂志》上的综述表明，马桶烟羽可能在传染病的传播中起到了助推作用。这项通过粪便传播疾病相关研究的新回顾表明，新冠病毒检测呈阳性的个人上厕所后可能将疾病传播给他人。论文作者表示，冲洗含有粪便的马桶产生的生物气溶胶会在空气中停留长达8分钟。在分析了冲走马桶内物质以后微生物在厕所周围传播情况之后，研究强调在冲马桶时要把马桶盖放下来，这样可防止大部分生物物质在房间周围扩散。由于新型冠状病毒可在物体表面停留很长时间，且其令卫生专家和医生们大吃一惊的极强传染性使得无症状者也可以传播病毒给他人，所以这一点特别重要。

### 引用
1. ↑  Virginia Sarah Smith, : 28, 2007  [30 July 2010], ISBN 978-0-19-929779-5, （原始内容存档于2021-09-02）
2. ↑  Childe, V.; Paterson, J.; Thomas, Bryce. . Proceedings of the Society of Antiquaries of Scotland. 30 November 1929  [6 May 2020]. （原始内容存档于2020-10-03）.
3. ↑  Suddath, Claire. . Time. Time. 19 November 2009  [6 May 2020]. （原始内容存档于2020-02-19）.
4. ↑  Mark, Joshua, J. . World History Encyclopedia.   [6 May 2020]. （原始内容存档于2020-09-28）.
5. ↑  Grant, Walter G., F.S.A.ScoT.; Childe, V. G., F.S.A.ScoT. . Proceedings of the Society of Antiquaries of Scotland. 1938, 72  [6 May 2020]. （原始内容存档于2020-10-03）.
6. ↑  Childe, Vere Gordon; Clarke, D. V. . UK: H.M.S.O., previously: Kegan Paul, Trench, Trubner & Company, Limited. 1931: 12, 20, 28  [2021-09-02]. ISBN 9780114917555. （原始内容存档于2021-04-19） （英语）.
7. ↑  Burke, Joseph. . 24 April 2017  [4 August 2017]. ISBN 9781365912870. （原始内容存档于2021-09-02）.
8. ↑  Mitchell, Piers D. . Routledge. 3 March 2016: 22  [2021-09-02]. ISBN 978-1-317-05953-0. （原始内容存档于2021-09-17） （英语）.
9. ↑  Wald, Chelsea. . Nature News. 26 May 2016, 533 (7604): 456–458  [2021-09-02]. Bibcode:2016Natur.533..456W. PMID 27225101. S2CID 4398699. doi:10.1038/533456a. （原始内容存档于2020-08-03） （英语）.
10. ↑  Burney, Charles. . Scarecrow Press. 19 April 2004  [2021-09-02]. ISBN 978-0-8108-6564-8. （原始内容存档于2021-09-17） （英语）.
11. ↑  C. Michael Hogan. 2007. Knossos fieldnotes, The Modern Antiquarian （页面存档备份，存于）
12. ↑  Mark Cartwright. . .   [2021-09-02]. （原始内容存档于2021-09-02）.
13. ↑  阿赫曼·夸瓦加. . BBC中文网.   [2023-03-01]. （原始内容存档于2023-04-27）.
14. ↑  Yannopoulos, Stavros; Yapijakis, Christos; Kaiafa-Saropoulou, Asimina; Antoniou, George; Angelakis, Andreas N. . Journal of Water Sanitation and Hygiene for Development. 2017, 7 (2): 163–180  [2021-09-02]. ISSN 2043-9083. doi:10.2166/washdev.2017.178 . （原始内容存档于2021-09-02） （英语）.
15. ↑  Colin Chant, David Goodman. . Routledge. 2005: 136–8  [2021-09-02]. ISBN 1134636202. （原始内容存档于2020-07-27）.
16. ↑  . The Independent. 30 December 2016  [2019-06-15]. （原始内容存档于2020-03-26）.
17. ↑  A. W. Skempton; Mike Chrimes. . Thomas Telford. 2002: 70  [2019-06-15]. ISBN 978-0-7277-2939-2. （原始内容存档于2021-03-10）.
18. ↑  Alec Skempton;  et al. . Thomas Telford. 2002. ISBN 0-7277-2939-X.
19. ↑  Edgerton, Robert B. . 2010: 26  [2021-09-02]. ISBN 9781451603736. （原始内容存档于2021-07-15）.
20. ↑  .   [2021-09-02]. 原始内容存档于2018-02-14.
21. 1 2 3  七君. . 搜狐网. 中科院物理所.   [2020-12-19]. （原始内容存档于2021-03-10）.
22. ↑  Gerba, Charles P.; Wallis, Craig; Melnick, Joseph L.; Joseph L. Melnick. . Applied Microbiology. 1975, 30 (2): 229–237  [2020-12-19]. doi:10.1128/AEM.30.2.229-237.1975. |author1=和|last1=只需其一 (帮助); |author2=和|last2=只需其一 (帮助)
23. ↑  cnBeta. . 新浪科技.   [2020-12-19]. （原始内容存档于2021-03-10）.